# Bröderna (film, 1914)
Bröderna är en svensk dramafilm från 1914 i regi av Mauritz Stiller.

## Om filmen
Filmen premiärvisades 23 januari 1914 vid Verdensspeile i Kristiania Norge. Filmen spelades in vid Svenska Biografteaterns ateljé på Lidingö med exteriörer från terrassen framför Restaurang Foresta på Lidingö av Julius Jaenzon. Filmen har som förlaga en filmidé av Sven Elvestad. 

## Roller i urval
- Carlo Wieth -  Paul Williams, uppfinnare
- Gunnar Tolnæs -  Georg, hans äldre bror
- Clara Pontoppidan -  Susanne, kallad "Mylady", spion
- John Ekman -  Otto von Diaz, ambassadör, Myladys uppdragsgivare
- Nils Elffors -  betjänt hos "Mylady"
- Eric Lindholm -  vaktmästare
- Ruth Weijden -  en dam